# 429 (číslo)
Čtyři sta dvacet devět je přirozené číslo. Následuje po číslu čtyři sta dvacet osm a předchází číslu čtyři sta třicet. Římskými číslicemi se zapisuje CDXXIX a řeckými číslicemi υκθ.

## Matematika
429 je:
- Deficientní číslo
- Složené číslo
- Nešťastné číslo

## Astronomie
- (429) Lotis je planetka hlavního pásu, kterou objevil v roce 1897 Auguste Charlois

## Roky
- 429
- 429 př. n. l.